# Păsăreni
Păsăreni (węg. Backamadaras) – wieś w Rumunii, w okręgu Marusza, w gminie Păsăreni. W 2011 roku liczyła 899 mieszkańców.